# 네트워크 에이비에이션
네트워크 에이비에이션(영어: Network Aviation)는 오스트레일리아의 전세 항공사로 총 15개 노선을 취항하고 있다. 본사는 오스트레일리아 웨스턴오스트레일리아주 벨몬트에 위치해 있으며 1998년에 설립했다. 또한 사용하고 있는 허브 공항으로 퍼스 공항이 있다.

## 보유 기종
- 2024년 10월 기준으로 네트워크 에이비에이션은 다음과 같은 기종을 보유하고 있다.[1]

### 현재 사용하는 기종
- 포커 100 16대
- 에어버스 A319-200 5대 + 4대 주문
- 에어버스 A320-200 15대

### 퇴역 기종
- 비치크래프트 200 슈퍼 킹 에어
- 세스나 310
- 세스나 441 콘케스트 II
- 엠브라에르 EMB-120ER 브라질리아

## 같이 보기
- 오스트레일리아의 항공사 목록